# Christian Eberhard Voss
Christian Eberhard Voss (20. marts 1706 – 11. januar 1791) var en dansk gehejmearkivar.
Voss var søn af en vistnok fra Tyskland indvandret buntmager, er formentlig opkaldt efter generalmajor Christian Eberhardt Mushardt og fødtes i København. Han besøgte den lærde Skole i denne by, fulgte 1724 med legationspræst E. M. Hammerich til Wien, hvor han forblev en tid, men fortsatte derefter sine studier ved gymnasiet i Pressburg og studerede fra 1730 i tre år ved universitetet i Jena.
Voss blev derpå lærer for den danske gesandt i Wien Christian August Berckentins sønner, indtil disse 1741 begge afgik ved døden, hvorefter han beklædte posten som sekretær hos Berckentin indtil dennes død 1758.
1760 fik Voss ansættelse som sekretær i tyske Kancelli og blev 1771, efter udskillelsen af det udenrigske departement, Kancelliets arkivar. 1780 udnævntes Voss med bibeholdelse af denne stilling til gehejmearkivar.
Han var ved sin udnævnelse en mand nær ved de 75 år, men i de 10 år, han beklædte dette embede, udfyldte han pladsen med stor dygtighed og nidkærhed. Han genoptog ordningsarbejderne, der længe havde været forsømte, lod indrette et arbejdsrum i arkivbygningens stueetage og indfandt sig her regelmæssig. Han skabte den store og velordnede topografiske samling på pergament, den Vossiske Samling, dog var hans interesse særlig knyttet til Hertugdømmernes arkivalier.
Vistnok allerede som sekretær i Tyske Kancelli havde han med sin store arbejdsevne begyndt at gøre Udtog af dets arkivalier med særligt hensyn til de slesvigske og holstenske adelsslægters historie. De såkaldte Vossiske Excerpter, et her hjemme enestående storværk af samlerflid der ved hans død tilfaldt Det kongelige danske Selskab for Fædrelandets Historie, hvorfra det, desværre med lakuner, afgaves til Gehejmearkivet, regnes endnu til Rigsarkivets bedste skatte og vil, ikke mindst af den grund, at adskillige af de kilder, Voss har benyttet, senere er bortkomne, ved dets overskuelighed, uddybelse af stoffet og sjældne nøjagtighed aldrig miste dets værd.
Det er Voss’ ære og fortjeneste, at han i en tid, da den historiske kritik og særlig den familiehistoriske forskning var så lidt udviklet, indså de store vanskeligheder ved at opstille stamtavler over de slesvigske og holstenske adelsætter, der ikke, som de danske, har levnet os slægtsbøger, hvorfor han med selvfornægtende beskedenhed og ædruelig grundighed afstod fra at indlade sig på usikre hypoteser og nøjedes med at lægge materialet til rette for eftertiden. Adelshistorikerne søger derfor til de Vossiske Excerpter med stadig voksende anerkendelse og tillid. Voss døde ugift i 1791.